# Veiinghof
Koordinaten: 51° 36′ 54″ N, 7° 22′ 54″ O
Das Naturschutzgebiet Veiinghof liegt auf dem Gebiet der Stadt Waltrop im Kreis Recklinghausen in Nordrhein-Westfalen.
Das Gebiet erstreckt sich westlich der Kernstadt von Waltrop. Nördlich des Gebietes verläuft die Landesstraße L 511, östlich die L 609 und westlich die Kreisstraße K 14. Südlich fließt der Dortmund-Ems-Kanal, südwestlich erstreckt sich das 10,0 ha große Naturschutzgebiet Leveringhäuser Teich (RE-015).

## Bedeutung
Das etwa 34,0 ha große Gebiet wurde im Jahr 1990 unter der Schlüsselnummer RE-031 unter Naturschutz gestellt. Schutzziele sind der Erhalt eines strukturreichen Wald-Gebüsch-Offenland-Biotopkomplexes und die ökologische Optimierung insbesondere durch naturschutzfachliche Begleitung und Lenkung der forst- und landwirtschaftlichen Nutzung.